# Paul Călinescu
Paul Călinescu (n. 21 august 1902, orașul Galați – d. 25 martie 2000, București) a fost un regizor și scenarist de film român. Pionier al cinematografului românesc.
Se evidențiază contribuția sa, într-o activitate de trei decenii, la înființarea cinematografiei de stat, la realizarea documentarului de propagandă și la lansarea cinematografiei socialiste prin câteva dintre primele ei producții.

## Biografie
Paul Călinescu este absolvent al Liceului militar „Nicolae Filipescu" de la Mănăstirea Dealu și licențiat în economie la Academia de Înalte Studii Comerciale și Industriale din București. În 1934, este angajat ca funcționar în Ministerul de Finanțe și în paralel produce, regizează, filmează și montează în regim de cine-amator o serie de filme documentare pe 9,5 mm, pe care le proiectează împreună cu alți autodidacți entuziaști la berăria „Elveția” de pe strada Câmpineanu, București.
Pasiunea pentru film, conjugată cu poziția sa profesională, îl determină să se implice activ în procesul de organizare a activității cinematografice a Oficiului Național de Turism (O.N.T.), înființat în 1936. Cele patru scurtmetraje de amator („Grădinile capitalei”, „Eforie-plajă”, „Viața studenților de la O.N.E.F.” și „Expoziția-târg a industriei românești”) servesc în acest demers ca demonstrații practice în favoarea utilității unei producții de film instituționalizate.
În anul 1936, în cadrul acordului de colaborare cu firma germană Tobis Klangfilm co-regizează, alături de Kurt Wesse o serie de trei scurtmetraje despre România,  „București, orașul contrastelor”, „Colțuri din România” și „Generația de mâine”, printre primele producții de film documentar ale nou înființatei instituții și primele filme sonore ale lui Călinescu, care sunt distribuite de partenerul german în mai multe țări din Europa.
Primul premiu important al cinematografiei române la nivel internațional, pentru documentarul „Țara Moților”, la Festivalul de la Veneția, este obținut de el, în 1939, urmat de un al doilea premiu la același festival, în 1941, pentru documentarul său de montaj „România în lupta contra bolșevismului”.

Artistul a decedat în anul 2000 și a fost incinerat.
Paul Călinescu rămâne cunoscut drept regizorul primului film de ficțiune realizat sub regimul comunist (Răsună valea, 1949); doar că el se anunța un deschizător de drumuri încă din perioada de documentarist. În spiritul prieteniei fasciste pe care România o întreținea cu Axa, două documentare de-ale sale au fost prezentate și premiate la Festivalul de Film de la Veneția, primele premii prestigioase pe care cinemaul românesc le-a obținut vreodată – Țara moților în 1939 și România în lupta contra bolșevismului în 1941.(...) Cum cineaști precum Călinescu și Ion Cantacuzino au putut să-și continue activitatea profesională din legionarism în comunism îmi rămâne neclar. Cert, în schimb, mi-e că relativa obscuritate a celor două documentare premiate la Veneția, valabilă pentru întreaga producție de cinema propagandist legionar, se trage în mare măsură din închiderea lor în sertare, petrecută, cel mai probabil, în ’46.

## Filmografie

### Regizor
- România (1934)
- Colțuri din România (1936)
- București, orașul contrastelor (1936)
- Țara Moților (1938)
- Uzinele Malaxa (1940)
- Mândra noastră țară (1941)
- România în lupta contra bolșevismului (1941)
- Nistrul (1943)
- Împrumutul de aur (1945)
- Floarea reginei (1946) - scurtmetraj
- Agnita - Botorca (1947)
- Răsună valea (1949)
- Toamna în deltă (1951)
- La un punct de agitație (1952) - scurtmetraj
- Desfășurarea (1954)
- Pe răspunderea mea (1956)
- Porto-Franco (1961)
- Titanic-Vals (1965)

### Scenarist
- București, orașul contrastelor (1936)
- Schi de primăvară (1944) - în colaborare cu F. Corlățeanu
- Floarea reginei (1946)
- Desfășurarea (1954) - în colaborare cu Marin Preda
- Pe răspunderea mea (1956) - în colaborare cu George Voinescu
- Titanic-Vals (1965) - în colaborare cu Tudor Mușatescu

## Premii
- Premiul I la Expoziția Universală de al Paris 1937 – Colțuri din România
- Premiul filmului documentar la Festivalul internațional de artă cinematografică, Veneția, 1939 – Țara Moților
- Premiul filmului documentar la Festivalul internațional de artă cinematografică, Veneția, 1941 – România în lupta contra bolșevismului
- Diploma de onoare a Festivalului internațional de la Karlovy Vary, 1950 – Răsună Valea
- ACIN 1977 „pentru merite excepționale în dezvoltarea cinematografiei naționale”
- ACIN 1984 – Delta de ici... de colo
- Mențiune la cel de-al XIII-lea Concurs Tehnic Internațional al UNIATEC 1984 – Delta de ici... de colo
- UCIN 1992 „Diploma de onoare pentru întreaga opera”
- UCIN 1996 - Trofeul „Opera omnia”